# Клаус Шваб
Клаус Мартин Шваб (Равензбург, 30. март 1938) јесте оснивач и председник Светског економског форума у Давосу од 1971. године.